# Todd Griffin
Todd Griffin ist ein US-amerikanischer Rockmusiker und ehemaliges Mitglied der Band The Graveyard Train. Er verfolgt derzeit eine Solokarriere und wurde auch als Sänger der ersten Version des Titelsongs der beliebten amerikanischen TV-Sitcom Die wilden Siebziger bekannt. Seine Version des Liedes wurde in der zweiten Staffel von der Version der Band Cheap Trick ersetzt. 

## Studioalben
- 2003 Trial by Fire
- 2015 Mountain Man[1]
- 2015 7 Days To The Sabbath[2]